# الإيمان والعصر
الإيمان والعصر هو برنامج للداعية عمرو خالد، وهو رؤية جديدة وفعالة لدور الدين في الحياة، ويوضح مدى تأخر الفهم للدين عن الحياة، وأن هنالك بين الفهم للدين والحياة فجوة زمنية تقدر بحوالي 70 عام تقريباً، ويطرح أفكار جديدة تساهم في تقدم الفهم للدين ومواكبتهُ لتقدم الحياة، مع مناقشة المشاكل الاجتماعية وإيجاد حلول لها من خلال أيات القرآن الكريم، ووضح عمرو خالد في البرنامج ان دور الدين في الحياة هو:
- أن يلبي احتياجات المجتمع.
- أن يرد على أسئلة العصر.

ولقد صدر له كتاب جديد عام 2015 يحوي على فكرة البرنامج بعنوان الإيمان والعصر. 

## روابط خارجية
- الإيمان والعصر شاهد على إنترنت